# Version multilingue
Pour les articles homonymes, voir VM.
La version multilingue (ou VM) est, en France, une option de certains programmes télévisés consistant à proposer simultanément la version originale et la version française doublée sur deux pistes sonores séparées. 

## Caractéristiques
Le sous-titrage en français y est proposé en option, sous forme standard (c'est-à-dire sous une seule couleur et au centre de l’écran, à la différence du sous-titrage pour sourds et malentendants).
Pour les films en langue étrangère, il faut distinguer le sous-titrage français (qui traduit et adapte les dialogues de la version originale) du sous-titrage pour sourds et malentendants (qui retranscrit en les condensant les dialogues de la version française doublée). Les deux sous-titrages sont distincts, répondent à des normes, des contraintes et des objectifs différents, et ne sauraient être interchangeables sur VF et VO.
Cette option permet dans tous les cas aux téléspectateurs sourds et malentendants d’avoir accès à plus de programmes sous-titrés.
Au Québec, la version multilingue n'est pas utilisée puisque les droits de diffusion sur les émissions, films et séries sont obtenus différemment par les chaînes canadiennes anglophones et francophones. Par contre, l'audiodescription est disponible sur les chaînes principales, et le sous-titrage pour sourds et malentendants dans la langue de diffusion est disponible presque en tout temps sur toutes les chaînes.

## Disponibilité

### Chaînes
La version multilingue est progressivement adoptée sur toutes les chaînes de télévision françaises. La majorité des chaînes hertziennes diffusent la plupart de leurs programmes de soirée en VM (films ou séries) : TF1, France 2, France 3, Canal+, France 5, M6, Arte, C8, W9, TMC, TFX, NRJ 12, France 4, CStar, Gulli, TF1 Séries Films, 6ter, RMC Story, Chérie 25 et Paris Première.
La VM est également disponible sur les autres chaînes Canal+, les chaînes RTL9, Ciné+, National Geographic Channel, TCM Cinéma, Syfy Universal, 13e rue, Comédie !, Série Club, Téva, Cartoon Network, Paramount Channel et Disney Channel, ainsi que sur le bouquet OCS.

### Équipements
La version multilingue est disponible : sur la TNT, sur le câble numérique, sur le satellite selon l'opérateur, par ADSL selon l'opérateur, et par la fibre optique ou DFA (Desserte par fibre de l'abonné) selon l'opérateur et en fonction de la couverture géographique.
Avant la généralisation de la TNT, la VM n'était disponible ni sur les chaînes hertziennes analogiques (à l'exception d'Arte en NICAM et Télétexte), ni sur le câble analogique.

## Enjeu pour les chaînes
La version multilingue est progressivement intégrée par les chaînes car c’est un nouveau moyen de gagner de l’audience. Certaines chaînes, comme Arte, ont l’habitude de proposer des films en version originale sous-titrée. Mais cette option est un dilemme : des téléspectateurs restent attirés par la version originale, mais d’autres sont rebutés par les sous-titres. La version multilingue permet alors aux téléspectateurs de faire un choix, et à la chaîne de ne pas perdre une partie des spectateurs. Il s’agit là d’un niveau d’exigence supplémentaire.

## Critiques
Bien qu'innovante et avantageuse, la version multilingue fait l'objet de plusieurs critiques. La principale vient des auteurs de sous-titrage, qui ne perçoivent plus de droits d’auteur pour les programmes diffusés en version multilingue. Le SNAC et l’ATAA trouvent une clé de répartition pour les diffusions sur le câble et le satellite. Ce n’est cependant pas le cas pour les chaînes hertziennes, où le problème est plus complexe – par exemple, TF1 et Arte n'ont pas le même public pour la version originale et la version française.
Une solution est à l'étude pour trouver cette clé de répartition. La SACEM établit la liste des programmes diffusés en version multilingue sur les chaînes hertziennes. Cette liste est établie en demandant aux auteurs de sous-titres d'établir la liste des programmes diffusés sur le hertzien, puis en sélectionnant les programmes en version multilingues. Les titres sont présentés sous forme d’un tableur partagé sur Internet, que chaque auteur pouvait compléter ou corriger. L'ATAA fournit également à la SACEM le nom des auteurs de sous-titres pour chaque programme. La liste ainsi constituée est transmise successivement au délégué général du SNAC et à la SACEM.

## Activation
Il n’existe pas de norme commune d’activation de la version multilingue. La version multilingue s'active différemment selon la chaîne, l’opérateur et l’équipement. Différents tutoriels sont proposés dans les liens externes. 

## Autres formes
La version multilingue existe également dans les jeux vidéo. Par exemple, Gravity Europe lance en octobre 2010 une version multilingue du MMORPG Ragnarök Online.